# 手三里穴
手三里穴是属于手陽明大腸經的腧穴。

## 定位
陽谿與曲池穴連線上，肘橫紋下2寸。

## 主治
肘臂疼痛、上肢麻木、腹痛、腹瀉等。

## 操作
直刺0.8～1.2寸；可灸。